# Gewöhnlicher Schnepfenfisch

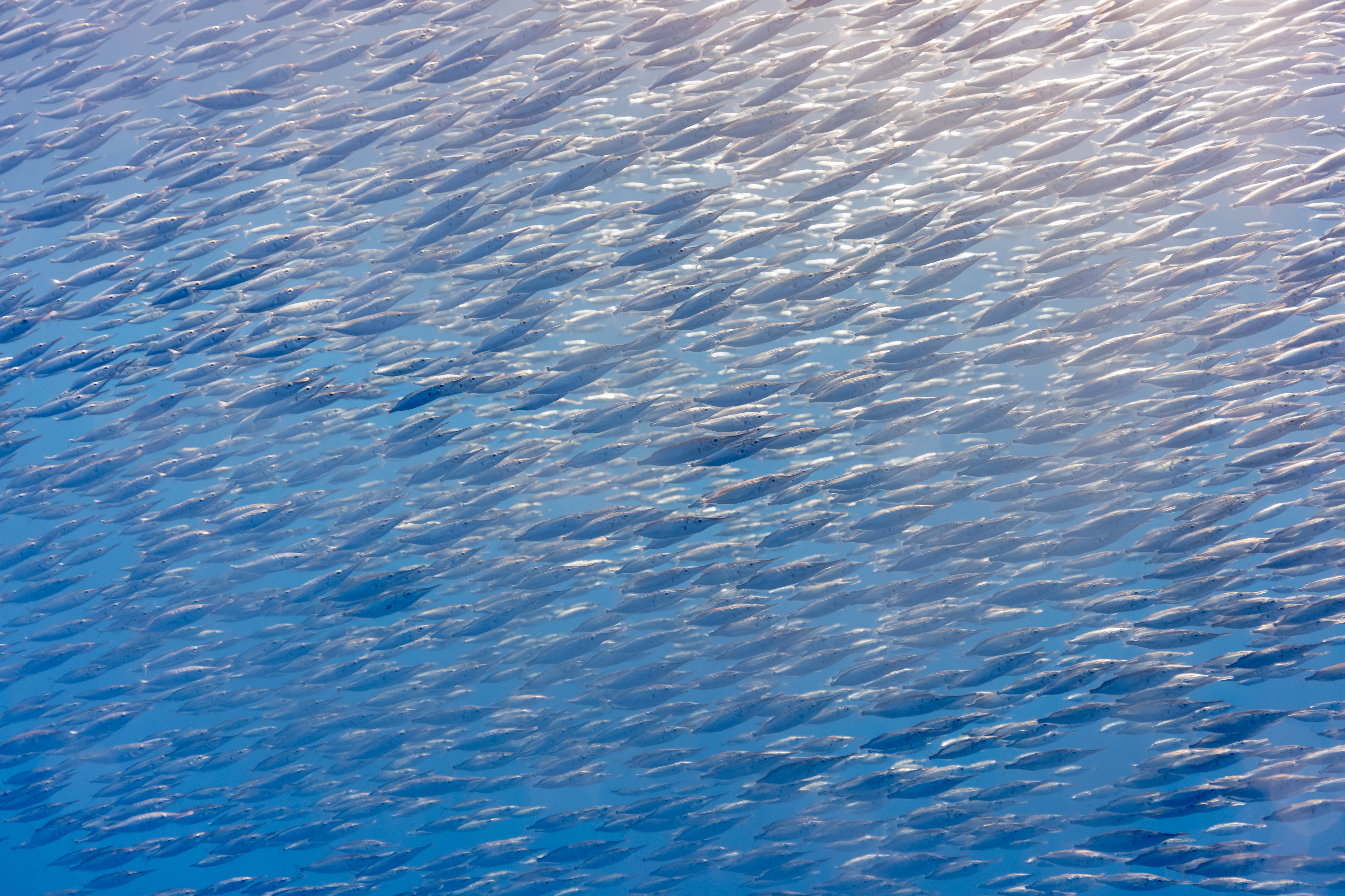
Schwarm des Gewöhnlichen Schnepfenfisches bei den Azoren.

Der Gewöhnliche Schnepfenfisch (Macroramphosus scolopax) ist die bekannteste Art der Schnepfenfische und ist weltweit vor allem in gemäßigten Meeresgebieten verbreitet.

## Merkmale
Der Gewöhnliche Schnepfenfisch besitzt einen hohen, seitlich stark abgeflachten Körper und eine auffällige, lang ausgezogene und röhrenförmige Schnauze, der er seinen Namen verdankt. Er erreicht eine Körperlänge von etwa 15 bis 20 Zentimetern, etwa 6 Zentimeter entfallen auf die Schnauze. Während die Jungfische silbrig sind, sind die Adulten rosa bis rot gefärbt. Der unbeschuppte Körper ist zwischen der Brust- und der Rückenflosse sowie an der Bauchkante durch Knochenplatten gepanzert.

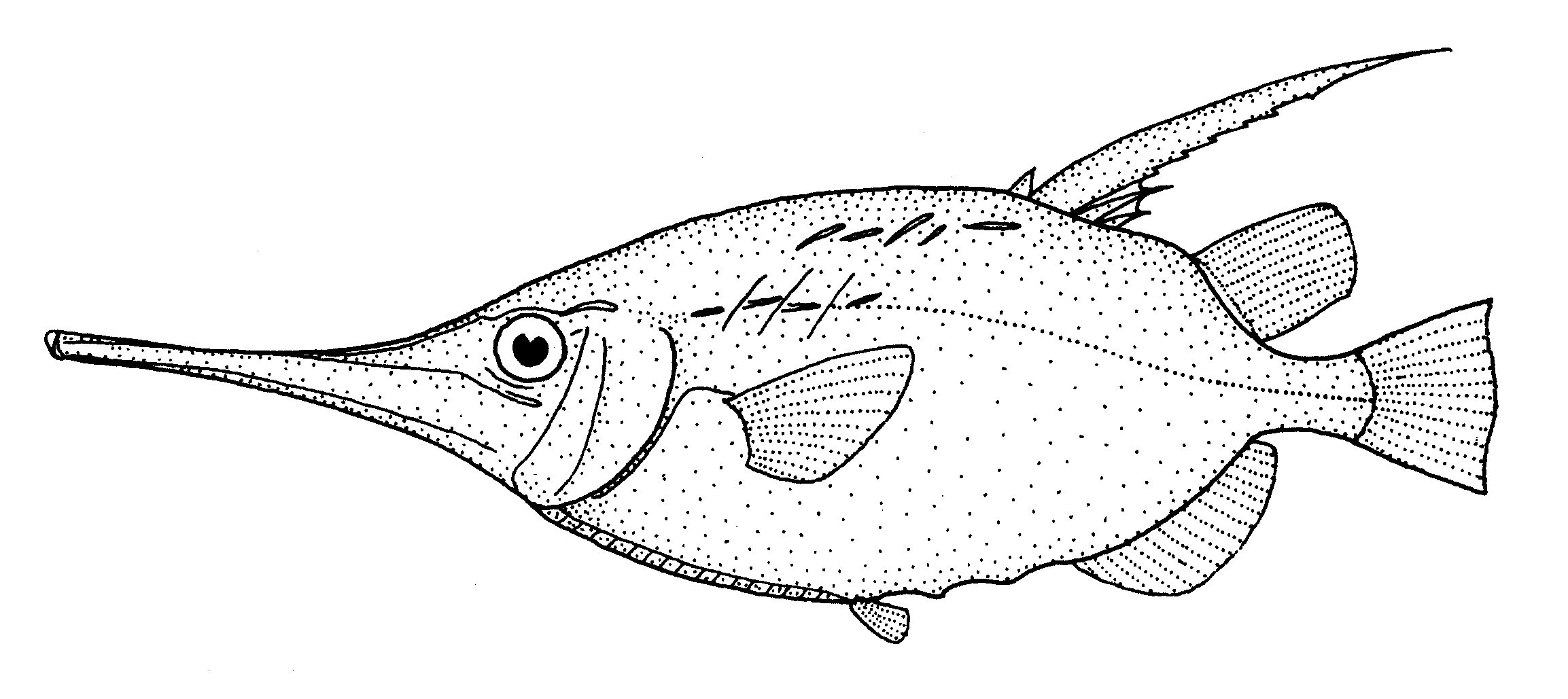
Habituszeichnung des Schnepfenfischs

Der Fisch besitzt eine zweiteilige Rückenflosse, wobei die erste aus vier bis sieben Flossenstacheln besteht und der zweite Stachel nach hinten weisend verlängert und gesägt ist. Er erreicht eine Länge von etwa vier Zentimetern. Die zweite Rückenflosse besteht aus 10 bis 14 und die Afterflosse aus 18 bis 20 Flossenstrahlen.

## Verbreitung
Der Schnepfenfisch ist in den Küstenbereichen vieler verschiedener Meere anzutreffen. So lebt er im Östlichen Atlantik an den Küsten Europas und Afrikas sowie in der Nordsee und dem Mittelmeer, außerdem an der westatlantischen Küste vom Golf von Maine bis Argentinien sowie im Westpazifik und dem Indischen Ozean an den Küsten Asiens und Australiens sowie der Indopazifischen Inseln. Den Verbreitungsschwerpunkt hat der Fisch in gemäßigten Klimazonen zwischen 20 und 40 Grad nördlicher Breite.

## Lebensweise
Die Fische leben vor allem an sandigen und felsigen Küsten in Tiefen von 25 bis 600 Metern (Kontinentalschelf), wobei sie sich vor allem tagsüber am Grund und nachts im Oberflächenbereich aufhalten. Die Jungfische leben kontinuierlich pelagisch im Oberflächenwasser. Sie ernähren sich von kleinen Wirbellosen, die sie mit dem Maul aufsaugen. Dabei fressen die Jungfische vor allem Copepoden, während die Altfische bodenlebende Tiere suchen.